# Bechlingen (Ruppichteroth)
Bechlingen ist ein Ortsteil der Gemeinde Ruppichteroth im Rhein-Sieg-Kreis in Nordrhein-Westfalen. Bis zum 1. August 1969 war Bechlingen ein Ortsteil der damals eigenständigen Gemeinde Winterscheid.

## Geographie und Verkehr
Der Weiler liegt in einer Höhe von 210 m ü. NHN im Derenbachtal. Nachbarorte sind Derenbach und Holenfeld im Osten, Schmitzdörfgen im Südosten, Tanneck im Westen und Hatterscheid im Nordwesten. In Bechlingen gibt es eine Bushaltestelle, an der stündlich die Linie 531 der Rhein-Sieg-Verkehrsgesellschaft verkehrt.

## Geschichte
1712 lebten hier 5 Haushalte mit 23 Seelen: Philip Derenbach, Adolph Ennenbach, Arnold Wirges, Godfried Schneider und Wittwe Fischers.
1809 hatte der Ort 31 katholische Einwohner. 1843 wohnten hier 36 katholische Einwohner in sieben Häusern.
1910 waren für den Weiler die Haushalte Tagelöhner Jakob Beiert, Ackerer Adolf Knecht, Witwe Cornelius Knecht, Ackerer Adolf Schmitz und Ackerin Witwe Johann Peter Schneider eingetragen.